# Moravská Chrastová (železniční zastávka)
Moravská Chrastová je železniční zastávka, která se nachází v centrální části vesnice Moravská Chrastová v okrese Svitavy. Zastávka leží v km 212,000 dvoukolejné trati Brno – Česká Třebová mezi stanicemi Letovice a Březová nad Svitavou.

## Historie
Zastávka s německým názvem Mährisch Chrostau byla zprovozněna 1. května 1887, nebyla tedy otevřena současně se zahájením provozu na trati z Brna do České Třebové dne 1. ledna 1849.

## Popis zastávky
Zastávkou prochází dvoukolejná trať, u obou traťových kolejí jsou vybudována vnější jednostranná nástupiště. Obě nástupiště mají délku 169 m, nástupní hrana je ve výšce 300 mm nad temenem kolejnice. Přístup na nástupiště je po přístupových chodnících od přejezdu P6823, který se nachází mezi nástupišti.

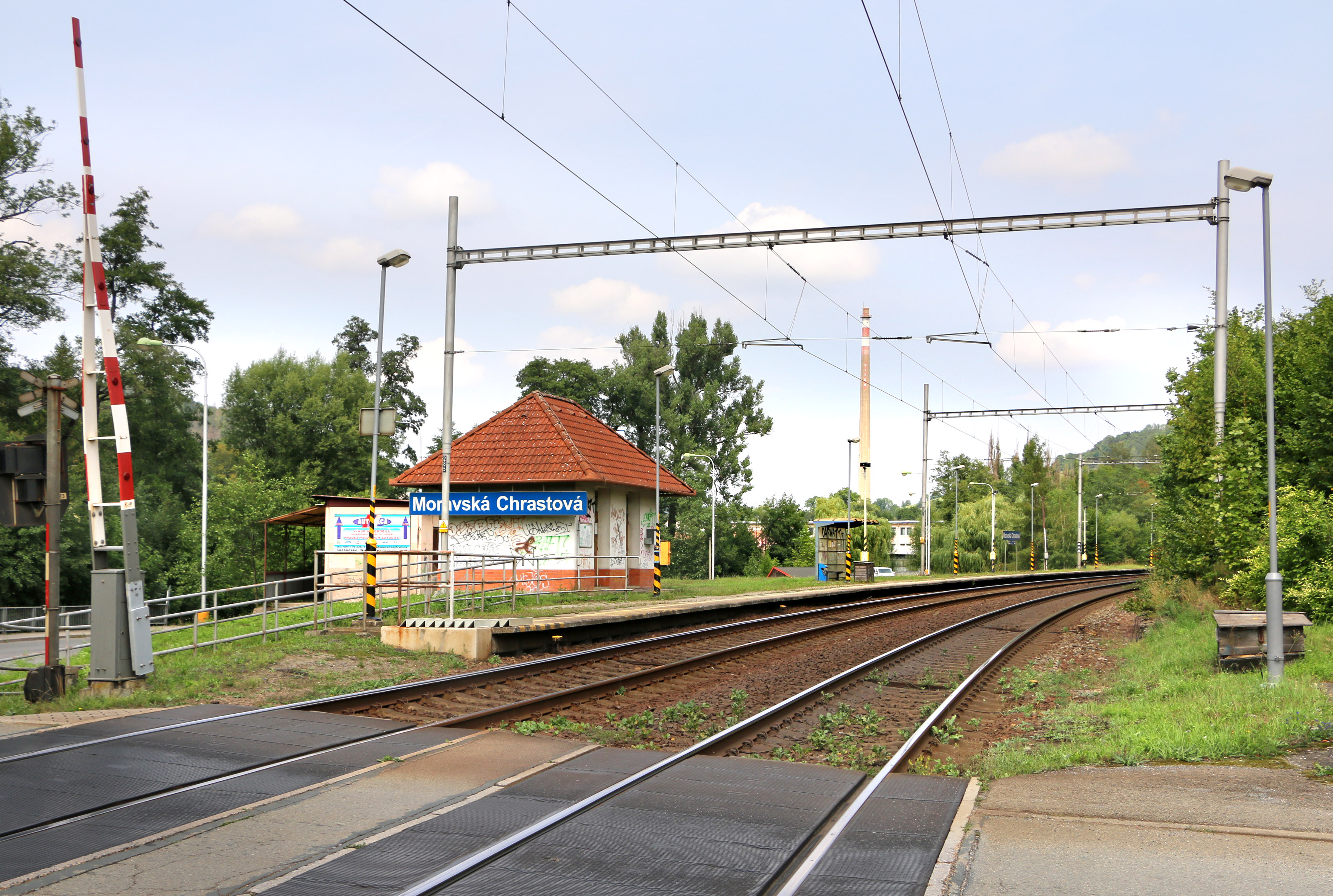
Nástupiště u 1. koleje (směr Brno), v popředí přejezd

Přejezd P6823, který se nachází v km 212,004 je vybaven světelným přejezdovým zabezpečovacím zařízením se závorami. Na tomto přejezdu trať kříží silnice II/363, která spojuje Brněnec a Moravskou Chrastovou.
Zastávka je vybavena rozhlasem, kterým jsou cestující informování o jízdách vlaků mluveným slovem. Hlášení provádí výpravčí stanice, od které vlak jede, tj. Letovice nebo Březová nad Svitavou.
Budova nádraží je uzavřená.